# Захудалое королевство
«Захуда́лое короле́вство» — чёрно-белый односерийный мюзикл 1967 года режиссёра Глеба Селянина по мотивам «Озорных сказок» (чеш. Nezbedné pohádky) чешского писателя Йозефа Лады. И его цветной двухсерийный ремейк 1978 года. Название спектакля позаимствовано у последней сказки из сборника Йозефа Лады — «Захудалое королевство» (чеш. O chudém královstvíčku), а в основу сценария положен синтез двух других сказок оттуда же — «Волшебное яблочко» (чеш. O zázračném jablíčku) и «Храбрая принцесса» (чеш. O statečné princezně). Значимую роль Люцифера в обоих экранизациях сыграли отец и сын Боярские.

## Сюжет
В аду не хватает грешников. Поэтому чёрт Люцифер посылает своего помощника Вельзевула добыть хоть одного в захудалом королевстве, получившем своё название из-за того, что его правитель, король Антонин Матей XXIII, только и делает, что запускает воздушного змея или играет в домино с фрейлиной и стражником. Его 17-летняя дочь Маня не занимается зарядкой, не учится и не слушает своего учителя Коклюша, а постоянно показывает ему язык или подкладывает кнопки на стул. В ней Вельзевул и находит новую грешницу.
За Маней также наблюдает справедливый волшебник, дед Габадей. Чтобы наказать её, он наколдовывает ей на лоб коровий рог до тех пор, пока она не исправится в своём поведении. Мане ничего не остаётся, как начать исправляться, а Антонин Матей, в свою очередь, назначает награду в полцарства и принцессу в жёны тому, кто её вылечит.
Тем временем к деду Габадею обращается вдова Бартачкова из села Сыслова, чтобы он помог её праздному сыну Гонзе, который целыми днями только лежит на печи да ест, но в душе очень добрый человек. Дед Габадей даёт Гонзе яблоко, чтобы он отнёс его принцессе Мане. Когда она съест яблоко, то рог у неё сразу отвалится, а Гонзик женится на ней и получит ещё и полцарства в придачу. Таким образом, можно помочь Гонзику и наградить Маню за старания.
Однако по дороге в королевский замок Гонзу при помощи заклинания заколдовывает Вельзевул — вместо того, чтобы прийти в столицу королевства, Гонза возвращается домой. Зайдя к матери в хлев, он случайно показывает яблоко перед носом у Красотки — единственной коровы семьи Бартачковых, и та, естественно, съедает его. В этот же момент у неё отваливается рог.
Гонза опять идёт к деду Габадею за помощью. Насмеявшись от души, последний даёт ему ещё два яблока — жёлтое для коровы, чтобы рог вырос (потому что она сама рыжая), а красное для принцессы, чтобы рог отвалился (потому что она тоже румяная). На этот раз Гонза отправляется в королевский замок вместе со своим приятелем Ярабачеком. Переодевшись в учёных медиков, они сначала заходят в трактир, а потом попадают в королевский дворец с целью излечить принцессу. Но в этот момент Вельзевул применяет заклинание, чтобы поменять местами цвет яблок. Когда Маня съела яблоко, предназначенное для Красотки, у неё вырос второй рог.
Еле удрав из дворца, Гонзик в очередной раз отправляется к деду Габадею. Тому уже не до смеха, так как он уже два раза хотел было уйти в другую сказку, но всё не может из-за этой истории с рогами. К тому же, у него (то есть Габадея) закончились все яблоки. На этот раз он даёт Гонзе волшебную кашу, которая должна добавить ему немного ума, чтобы он сам смог придумать, как выпутаться из сложившейся ситуации — принцесса с двумя рогами, а корова с одним. Съев кашу, Гонзик понимает, что нести жёлтое (то есть на самом деле красное) яблоко корове нельзя, и поэтому надо опять отправляться в королевский замок. Чтобы его там не узнали после прошлого визита, Гонза нанимается помощником у королевского повара Дуршлага и приготавливает принцессе пончики с начинкой из оставшегося яблока. Маня съедает их, и оба рога отваливаются. С радости она желает познакомиться со своим спасителем. Однако в этот момент Гонзу похищает Вельзевул, случайно перепутавший его с Дуршлагом, в котором Люцифер сам увидел грешника и приказал притащить в ад.
После такой грубой оплошности с безгрешным человеком Люцифер разжалует Вельзевула из обер-чёрта в самого простого, но вернуть Гонзика назад на Землю не может, так как что в ад попало, то пропало. Спасти его из ада может теперь только другой, безгрешный и смелый человек. Маня узнаёт, где её спаситель, и отправляется за ним в ад, но сначала заходит за советами к сестре деда Габадея — Канимуре, владеющей специальными книгами на эту тему.
В аду Люцифер соглашается отдать Мане Гонзика, если она загадает ему три загадки, и он ни одну из них не отгадает. Если же отгадает хоть одну, то тогда и она должна будет остаться в аду. Тогда Маня загадывает его адскому величеству три загадки на смекалку — фруктовую, лесную и транспортную, ни одну из которых ему не удаётся отгадать, и поэтому он поневоле вынужден отпустить обоих безгрешников на волю (особенно после того, как принцесса пригрозила ему самбо). Счастливые, Маня и Гонза вернулись домой и поженились, а дед Габадей наконец-таки смог уйти в другую сказку.

## В ролях

### Версия 1967 года
- Михаил Девяткин — король
- Ольга Волкова — принцесса Маня
- Юрий Овсянко — Гонза
- Зинаида Афанасенко — мать Гонзы
- Георгий Колосов — дед Габадей
- Гликерия Богданова-Чеснокова — Канимура, его сестра
- Евгения Назарова — фрейлина
- Изиль Заблудовский — доктор Коклюш
- Сергей Боярский — Люцифер
- Герман Лупекин — Вельзевул

#### В эпизодах
- артисты ленинградских театров
- студенты музыкального училища имени Римского-Корсакова

#### Не указанные в титрах
- Александр Анисимов — пан Дуршлаг, королевский повар
- Светлана Мазовецкая — эпизод
- Юрий Оськин — эпизод

### Версия 1978 года
- Лев Лемке — король Антонин Матей XXIII
- Татьяна Кудрявцева — принцесса Маня, его дочь
- Валерий Дегтярь — Гонза Бартачков из села Сыслова (в титрах как «Валерий Дехтярь»)
- Светлана Карпинская — вдова Бартачкова, его мать
- Михаил Светин — дед Габадей
- Гликерия Богданова-Чеснокова — Канимура, его сестра (2 серия)
- Вера Улик — фрейлина
- Изиль Заблудовский — Коклюш, доктор всех наук
- Георгий Штиль — Дуршлаг, королевский повар (2 серия)
- Александр Шевелёв — Ярабачек, приятель Гонзы
- Борис Улитин — трактирщик (1 серия)
- Татьяна Яковлева — хозяйка харчевни (2 серия)
- Михаил Боярский — Люцифер
- Ростислав Катанский — Вельзевул, старший обер-чёрт, подручный Люцифера
- Сергей Заморев — 1-й глашатай
- Анатолий Пузырёв — 2-й глашатай
- Илья Альперович — старый чёрт (2 серия)
- Ильяс Хасанов — стражник
- Артисты Ленинградского театра музыкальной комедии — черти в аду

## Съёмочная группа

### Версия 1967 года
- Автор сценария: Глеб Селянин, Иосиф Ционский
- Режиссёр: Глеб Селянин
- Композитор: Игорь Цветков
- Художники: Константин Дмитраков, В. Попов, М. Герус, Татьяна Ураевская
- Художник по костюмам: Г. Малюгина
- Скульптор: М. Ясинская
- Ведущий оператор: И. Соболев
- Операторы: А. Коринецкий, Е. Уткин
- Звукорежиссёры: Валентина Ефимова, Евгений Жиглинский
- Ассистент режиссёра: Г. Улдукис
- Редактор-организатор: Лилия Сего
- Помощник режиссёра: А. Араштаева
- Редактор: В. Ткачёва

### Версия 1978 года
- Автор сценария: Иосиф Ционский
- Режиссёр-постановщик: Глеб Селянин
- Ведущий оператор: Юрий Соколов
- Операторы: Вадим Берзин, Николай Муравьёв, Анатолий Оношко
- Композитор: Игорь Цветков
- Балетмейстер: Юрий Мячин
- Художник: Наталья Плотникова
- Грим: Роза Ревякина
- Звукорежиссёры: Валентина Ефимова, Евгений Жиглинский
- Звукооператор: Маргарита Бредова
- Ассистент режиссёра: Инна Артюшкова
- Помощник режиссёра: Лариса Соколова
- Инженеры видеозаписи: Наталья Иванова, Людмила Игошина, Элла Лившиц
- Редактор: Лилия Сего

## Технические данные
- Производство: Ленинградское телевидение
- Телевизионный музыкальный телеспектакль-сказка, цветной
- Формат изображения: 4:3
- Оригинальный язык: русский
- Продолжительность версии 1967 года: 76 мин.
- Продолжительность версии 1978 года: 1 час 57 мин. (2 серии по 58 мин. каждая)
- Изданий на VHS и/или DVD нет

## Восприятие
Телеспектакль был включён в 2021 году изданием «Фонтанка.ру» в список из восьми спектаклей Ленинградского телевидения, которые имеет смысл посмотреть и через много десятилетий после выхода на экраны.